# Chalutiers armés français
Les chalutiers armés  français, issus de la réquisition de nombreux chalutiers, morutiers et autres bateaux de pêche, ou achetés aux alliés de la France servirent à remplir diverses missions navales de guerre, quand la France entra en guerre le 3 septembre 1939.
Ils servirent comme patrouilleurs, escorteurs de convoi et dragueurs de mines.
Si beaucoup de ces navires ont été rapidement rendus à leurs armateurs pour qu'ils reprennent la pêche, certains ne survécurent pas aux opérations ou furent capturés par l'ennemi.
D'autres sont restés en activité durant tout le conflit et ont été ainsi militarisés après le 15 décembre 1939, sous réquisition ou achetés par la Marine nationale.
Certains chalutiers armés français avaient déjà servi pendant la Première Guerre mondiale, comme par exemple l'Ailly, qui coula un sous-marin allemand en 1918.

## Les chalutiers armés français pendant la Première Guerre mondiale

### Classe Navarin
La classe Navarin est une série de 12 chalutiers armés français, en fait des patrouilleurs de type "Navarin" (nom du premier construit) construits sous supervision française au Canada par la "Canadian Car and Foundry Company" à Fort William (de nos jours c'est une partie de la ville de Thunder Bay) sur la rive ouest du Lac Supérieur vers la fin de la Première Guerre mondiale.
Les différents bâtiments étaient :
- le Navarin
- le Mantoue
- le Saint-Georges
- le Leoben
- le Palestro
- le Lutzen
- le Seneff
- le Malakoff
- le Bautzen
- le Sébastopol
- l' Inkerman
- le Cerisoles

(Tous portent le nom d'une victoire française (par exemple le Mantoue fait référence au Siège de Mantoue, le Leoben au Traité de Leoben, le Seneff à la bataille de Seneffe, le Cérisoles à la Bataille de Cerisoles, etc..) ; les trois derniers cités ont commencé à être construits en juin 1918).
Deux d'entre eux, l' Inkerman et le Cerisoles disparurent corps et biens dans le Lac Supérieur lors de leur premier voyage depuis Thunder Bay en direction de la France dans la nuit du 23 au 24 novembre 1918 avec les 78 marins de leurs deux équipages. 

### Chalutiers civils mobilisés

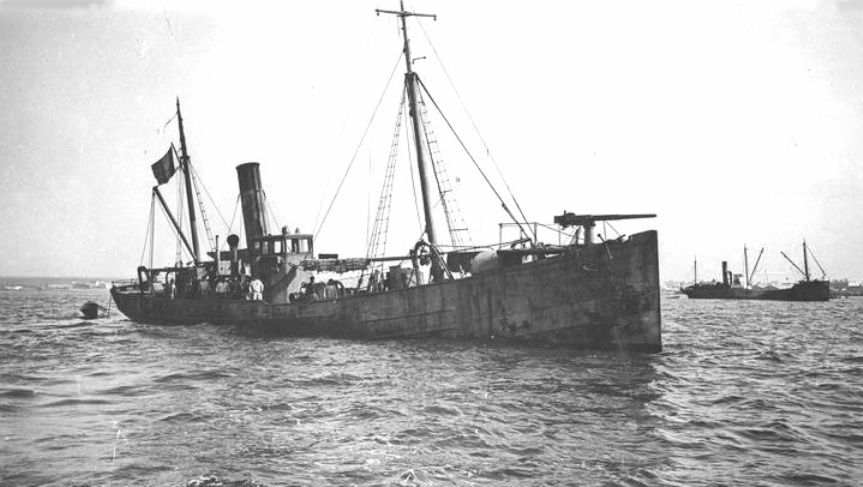
Le Rusé, chalutier armé français, en rade de Casablanca en mai 1916.

Le Nord-Caper, chalutier de 40 mètres et de 750 tonnes de jauge, immatriculé à Boulogne, est mobilisé en aout 1914 et utilisé initialement comme arraisonneur au port de Calais, équipé d'un canon de 47 mm. À la suite du déploiement de 6 sous-marins allemands (dont l'U-21) en Méditerranée à partir de mai 1915, le Nord-Caper est reconfiguré en patrouilleur avec un canon de 65 mm à l'avant et un de 47 mm à l'arrière puis il est affecté à la division des chalutiers de la mer Égée à Milo en octobre 1915. Sa mission est de rechercher des sous-marins ennemis ainsi que leurs éventuelles bases clandestines de ravitaillement. Dans ce cadre, il détecte le 7 novembre 1915 au large du cap Sídheros une goélette turque sans doute en route vers la Tripolitaine, l'aborde et la capture. Ce fait d'armes réalisé avec un effectif militaire minimal lui vaut une citation à l'ordre de l'armée navale.
L' Ailly (1909-1943) un chalutier de Dieppe armé en patrouilleur a connu son heure de gloire le 16 mai 1918 en coulant le sous-marin allemand UC-35 au large des côtes de la Sardaigne. L' Ailly fut décoré de la croix de guerre ainsi que son commandant, le premier  maître timonier Le Roux et plusieurs membres de son équipage.

## Les chalutiers armés français en patrouilleurs, pendant la Seconde Guerre mondiale

### Les chalutiers de plus de1 000 tonnes
En 1939, la marine française réquisitionna 12 grands chalutiers français pour en faire des patrouilleurs auxiliaires.
Caractéristiques :
- Longueur : 63 à 66 m
- Propulsion : moteur à vapeur ou diesel
- Puissance : 850 à 1100 cv
- Vitesse :10, 5 à 12 nœuds
- Armement : 3 x 1 canon de 100 mm, (parfois 2 x 1 canon AA de 37 mm), 2 x 2 mitrailleuses de 8 mm, 1 à 2 grenadeurs de sillage (parfois mortiers)
- Equipage : 44 à 56 hommes

Après la défaite de juin 1940, la marine française désarma la plupart d'entre eux, mais certains tombèrent aux mains des Allemands en 1942. Les Français libres ou les Britanniques s'emparèrent de quatre.
Les unités :
- P-11 Cap Nord (ex-Islande, 1926, Chantiers Navals Français de Caen) - 1943 : Uj 2207  Kriegsmarine. Coulé le 20 novembre 1944
- P-17 Cap Fagnet (ex-Lucien Fontaine, 1926,Chantiers Navals Français de Caen) - 1945 : ?
- P-28 Heureux (ex-Heureux, 1930, Chantiers Navals Français de Caen) - 1942 : Uj 2213  Kriegsmarine. Coulé le 15 mai 1943
- P-29 Groenland (ex-Groenland, 1930, Cox & Co. au Royaume-Uni) - 1940 :  Royal Navy - 1941 :  Norvège
- P-37 Jutland (ex-Jutland, 1934, Frederikshavns Vaerft & Flydedok au Danemark) - 1942 : Uj 2202  Kriegsmarine. Coulé le 6 avril 1943
- P-38 Merceditta (ex-Merceditta, 1934, - 1940-44 : navire-météo WBS 9  Kriegsmarine. Sabordé en 1944 et renfloué en 1951
- P-40 Président Houduce[4] (ex-Président Houduce, 1930, Cox & Co. au Royaume-Uni) - 1940 :  Forces navales françaises libres - 1951 : chalutier L'Astakos. Mis à la ferraille en 1985
- P-41 Vikings (ex-Vikings, 1935, Hall, Russell & Co au Royaume-Uni) - 1940 : FFL Vikings (P-41)[5]  Forces navales françaises libres. Coulé le 17 avril 1942
- P-42 Minerva (ex-Minerva, 1937, Chantier Penhoët de Saint-Nazaire) - 1940 :  Forces navales françaises libres - 1943 : Uj 2209  Kriegsmarine. Coulé le 17 mars 1944
- P-43 Sergent Gouarne (ex-Sergent Gouarne , 1928, H.C. Stülcken Sohn en Allemagne) - 1942 : FFL Président Gouarne (P-43)[6]  Forces navales françaises libres. Coulé le 26 mars 1943
- P-45 Aspirant Brun (ex-Aspiant Brun, 1928, H.C. Stülcken Sohn en Allemagne) - 1944 : ?
- P-82 Vivagel (ex-Sahip V, 1927, Chantier Penhoët de Saint-Nazaire) - juin 1940:  Kriegsmarine. Coulé le 30 août 1940

### Les chalutiers de800 à 1 000 tonnes
Caractéristiques :
- Longueur : 60 à 64 m
- Puissance : 800 à 1000 cv
- Vitesse : 10 à 10,5 nœuds
- Armement : 3 x 1 canon de 100 mm, (parfois 2 x 1 canon AA de 37 mm), 2 x 2 mitrailleuses de 8 mm, 1 grenadeur de sillage
- Equipage : 45

Les unités :
- P-13 Victoria (1928, Danemark) - coulé le 8 novembre 1942
- P-14 Vaillant (1922, Augustin Normand Le Havre) - 1940 :  Forces navales françaises libres - 1945 : rendu au propriétaire. Mis à la ferraille en 1959
- P-15 Clairvoyant (ex-Joseph Vandevalle, 1922, Augustin Normand Le Havre) - 1943 : Uj 2214, puis Uj 6075  Kriegsmarine. Coulé le 27 avril 1944
- P-16 Hardi II (ex-Jules Blay, 1921) - 1943 : Uj 2211  Kriegsmarine. Coulé le 21 juillet 1944
- P-31 Alfred (1926, Ateliers et Chantiers de Bretagne à Nantes) - 1943 : Uj 2208  Kriegsmarine. Coulé le 20 février 1944
- P-32 Téméraire II (1922, France) - 1940 : rendu à sa propriétaire.

### Les chalutiers de600 à 800 tonnes
Caractéristiques :
- Longueur : 52 à 60 m
- Puissance : 750 à 800 cv
- Vitesse : 10 à 11,5 nœuds
- Armement : 3 x 1 canon de 100 mm, (parfois 2 x 1 canon AA de 37 mm), 2 x 2 mitrailleuses de 8 mm, 1 grenadeur de sillage ou mortier
- Equipage : 45

Les unités :
- P-12 Capricorne (1921, Chantiers et Ateliers de Bretagne à Nantes) - 1945 : ?
- P-18 Terre Neuve (1921, Cochrane & Sons Ltd au Royaume-Uni). Coulé le 6 juillet 1940
- P-33 L'Atlantique (1920, Cochrane & Sons Ltd au Royaume-Uni) - 1940 :  Royal Navy - 1946 : remis à son propriétaire. Mis à la ferraille en juin 1954
- P-36 Patrie (1920, Cochrane & Sons Ltd au Royaume-Uni) - 1940 :  Royal Navy - 1945 : remis à son propriétaire
- P-39  Reine des Flots[7] (ex-Bois Rose, 1923, Hall, Russell & Cl. Ltd au Royaume-Uni) - 1940 :  Royal Navy - 1941 :  Forces navales françaises libres - 1946 : remis à son propriétaire.

### Les chalutiers de400 à 600 tonnes
Caractéristiques :
- Longueur : 47 à 55 m
- Puissance : 750 à 800 cv
- Vitesse : 10 à 11,5 nœuds
- Armement : 3 x 1 canon de 100 mm, (parfois 2 x 1 canon AA de 37 mm), 2 x 2 mitrailleuses de 8 mm, 1 (2) grenadeur de sillage
- Equipage : 39

Les unités :
- P-10  Casoar (1935, Forges et Chantiers de Gironde à Bordeaux) - 1940 : Natter  Kriegsmarine. Réédition en mai 1945
- P-30 Capitaine Armand[8] (ex-Simon Duhamel, 1920, Hall, Russell & Co. Ltd au Royaume-Uni) - 1942 :  Forces navales françaises libres . Vendu à Israël en 1951
- P-34 Asie (av. 1914, chantiers Augustin Normand Le havre) - 1940 :  Royal Navy - 1946 : remis à son propriétaire
- P-95 Notre Dame de France (1931, Smiths Dock Co. Ltd au Royaume-Uni) - 1940 : FY.363  Royal Navy - 1945 : remis à son propriétaire.

Dans cette catégorie on trouve aussi des anciens chalutiers armés britanniques de la Première Guerre mondiale :
- Deux patrouilleurs issus de l'ancienne classe de chalutiers militaires Castle achetés à la Royal Navy.
  - P-70 Les Illiates (ex-John Lyons, 1917, Smith's Dock Co. au Royaume-Uni) 1940 : M4404  Kriegsmarine. Coulé le 25 août 1944
  - P-73 Nazareth (ex-William Carr, 1918, Bow Mclachlan & Co au Royaume-Uni) - juin 1940 : FY.1815  Royal Navy - 1945 : retour en France
- Six autres issus de l'ancienne classe de chalutier militaires Classe Mersey achetés à la Royal Navy.
  - P-60 Saint-Pierre d'Alcantara (ex-James Caton, 1918, Lobnitz & Co. Ltd au Royaume-Uni) - 1921 :  France . Coulé le 9 juillet 1941
  - P-64 Duperré[9](ex-Henri Ford, 1917, Cochrane & Sons Ltd au Royaume-Uni) - 1940 : coulé.
  - P-65 Jean Frédérique (ex-James Hulbert, 1919, Lobnitz & Co. Ltd au Royaume-Uni) - novembre 1940 :  Pays-Bas. Coulé le 1er mai 1941
  - P-67 Mont Cassel (ex-William Leech (1918, Cochrane & Sons Ltd au Royaume-Uni) - 1922 :  France - octobre 1940 : V 1804  Kriegsmarine - mai 1945 : reddition
  - P-68 Pierre André (ex-Robert Cahill, 1920, Royaume-Uni) - 1921 :  France - juillet 1940 : FY.1944  Royal Navy - 1946 : rendu à son propriétaire

On y trouve encore 8 chalutiers militaires de :
- Classe L'Ajaccienne
- Classe La Cancalaise

### Les chalutiers de moins de 400 tonnes
Caractéristiques :
- Longueur : 41 à 45 m
- Puissance : 500 cv
- Vitesse : 10 à 12 nœuds
- Armement : 2 x 1 canon de 100 mm, (parfois 2 x 1 canon AA de 37 mm),
- Equipage : 18 à 27

Les unités :
- P-46 Aiglon[10] (1907, J. Dutie Torrie S.B. Co. au Royaume-Uni) - juin 1940 : FY.1841  Royal Navy - 1946 : remis à son propriétaire
- P-47 Notre Dame d'Espérance (1920, Ateliers et Chantiers du Boulonnais) - juillet 1940 : FY.1714  Royal Navy - 1945 : remis à son propriétaire
- P-48 Ambroise Paré[11] (1906, Royaume-Uni) - juillet 1940 : FY.346  Royal Navy - 1946 : remis à son propriétaire
- P-49 Mouette[12] (1906,Ateliers et Chantiers de France à Dunkerque) - 18 juin 1940 : sabordé.
- P-60 Surmulet[13] (ex-Surmulet, 1906, Bonn & Mees des Pays-Bas) - 1940 : V 1806  Kriegsmarine. 1945 : ?
- P-62 Orient (ex-Orient, 1908, De la Brosse et Fouché à Nantes) - 1942 : V 1802  Kriegsmarine. Coulé le 11 novembre 1944
- P-63 Petit Poilu (1920, ?) - 1941 : HS O4, puis V 725  Kriegsmarine. Coulé le 5 août 1944

Le chalutier Ailly qui, armé en patrouilleur lors du premier conflit mondial, coule un sous-marin allemand, est de nouveau mobilisé en 1939. Il est armé en auxiliaire de dragage, AD 60 et basé à la Palice. Démobilisé et navigant à la pêche, il est perdu corps et biens avec les 11 marins de son équipage en sautant sur une mine au large de La Rochelle, le 13 janvier 1943.